# Izvidnička satnija GOMBR
Vojno obavještajna satnija GOMBR je satnija gardijske oklopno mehanizirane brigade.
Elitna postrojba OSRH s prioritetnom popunom. Namjenjna je primarno za dubinsko izviđanje. Kao i ostale samostalne satnije GOMBR-a, Vojno obavještajna satnija smještena je u vojarni "5. gardijske brigade Slavonski Sokolovi" u Vinkovcima iako su zapravo najčešće na vojnom poligonu "Gašinci", gdje provode najveći dio praktične obuke. Satnija je ustrojena od izvidničkih postrojbi nekadašnje 2., 3., 5. i 7. gardijske brigade. Zapovjedni kadar najvećim dijelom čine časnici i dočasnici s iskustvom iz Domovinskog rata a postrojba je dobrim dijelom pomlađena tijekom posljednjeg preustroja.